# Pheidole gellibrandi
Pheidole gellibrandi är en myrart som beskrevs av Clark 1934. Pheidole gellibrandi ingår i släktet Pheidole och familjen myror. Inga underarter finns listade i Catalogue of Life.